# Campeonato Europeo de Natación en Aguas Abiertas
El Campeonato Europeo de Natación en Aguas Abiertas se efectúa desde 1989 y es organizado por la Liga Europea de Natación (LEN). Generalmente, este campeonato es realizado dentro del Campeonato Europeo de Natación, aunque en algunas ocasiones se ha realizado por separado.

## Ediciones
| Núm. | Año  | Sede       | País            |
| ---- | ---- | ---------- | --------------- |
| I    | 1989 | Stari Grad | Yugoslavia      |
| II   | 1991 | Terracina  | Italia          |
| III  | 1993 | Slapy      | República Checa |
| *    | 1995 | Viena      | Austria         |
| *    | 1997 | Sevilla    | España          |
| *    | 1999 | Estambul   | Turquía         |
| *    | 2000 | Helsinki   | Finlandia       |
| *    | 2002 | Berlín     | Alemania        |
| *    | 2004 | Madrid     | España          |
| *    | 2006 | Budapest   | Hungría         |
| IV   | 2008 | Dubrovnik  | Croacia         |
| *    | 2010 | Budapest   | Hungría         |
| V    | 2011 | Eilat      | Israel          |
| VI   | 2012 | Piombino   | Italia          |
| *    | 2014 | Berlín     | Alemania        |
| VII  | 2016 | Hoorn      | Países Bajos    |
| *    | 2018 | Glasgow    | Reino Unido     |
| *    | 2021 | Budapest   | Hungría         |
| *    | 2022 | Roma       | Italia          |
| *    | 2024 | Belgrado   | Serbia          |
| VIII | 2025 | Stari Grad | Croacia         |

1. 1 2 3 4 5 6 7 8 9 10 11 12 13 14  Competiciones realizadas en el Campeonato Europeo de Natación.

## Medallero histórico
- Actualizado a Stari Grad 2025 (incluye las medallas de aguas abiertas en el Campeonato Europeo de Natación).

| Núm. | País            | Oro | Plata | Bronce | Total |
| ---- | --------------- | --- | ----- | ------ | ----- |
| 1    | Italia          | 37  | 27    | 30     | 94    |
| 2    | Alemania        | 22  | 26    | 21     | 69    |
| 3    | Rusia           | 16  | 15    | 9      | 40    |
| 4    | Países Bajos    | 14  | 9     | 6      | 29    |
| 5    | Hungría         | 13  | 8     | 9      | 30    |
| 6    | Francia         | 7   | 14    | 20     | 41    |
| 7    | Yugoslavia      | 3   | 1     | 2      | 6     |
| 8    | Grecia          | 2   | 4     | 2      | 8     |
| 9    | Reino Unido     | 2   | 2     | 1      | 5     |
| 10   | España          | 1   | 7     | 6      | 14    |
| 11   | República Checa | 1   | 4     | 9      | 14    |
| 12   | Suiza           | 1   | 2     | 1      | 4     |
| 13   | Bulgaria        | 1   | 1     | 2      | 4     |
| 14   | Bélgica         | 1   | 0     | 1      | 2     |
| 14   | Ucrania         | 1   | 0     | 1      | 2     |
| 16   | Portugal        | 0   | 1     | 1      | 2     |
| 17   | Israel          | 0   | 0     | 1      | 1     |
|      | TOTAL           | 122 | 121   | 122    | 365   |

1. ↑  Incluye las medallas obtenidas por Checoslovaquia.